# Kathedrale St. Peter (Belfast)

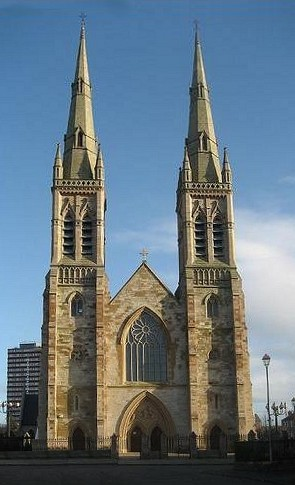
St. Peter’s Cathedral in Belfast

St. Peter’s Cathedral, Belfast (irisch: Ard Eaglais Naomh Peadar) ist die Kathedrale der römisch-katholischen Diözese Down und Connor in Nordirland und Sitz ihres Bischofs. Sie befindet sich im Stadtgebiet Divis Street in der Falls Road in Belfast und wurde in den 1860er Jahren erbaut. Von hier stammt der Chor St Peters Schola Cantorum. Die Kathedrale wurde in die Kategorie A (Grade A) auf der Statutory List of Buildings of Special Architectural or Historic Interest eingestuft und steht unter Denkmalschutz.

## Geschichte

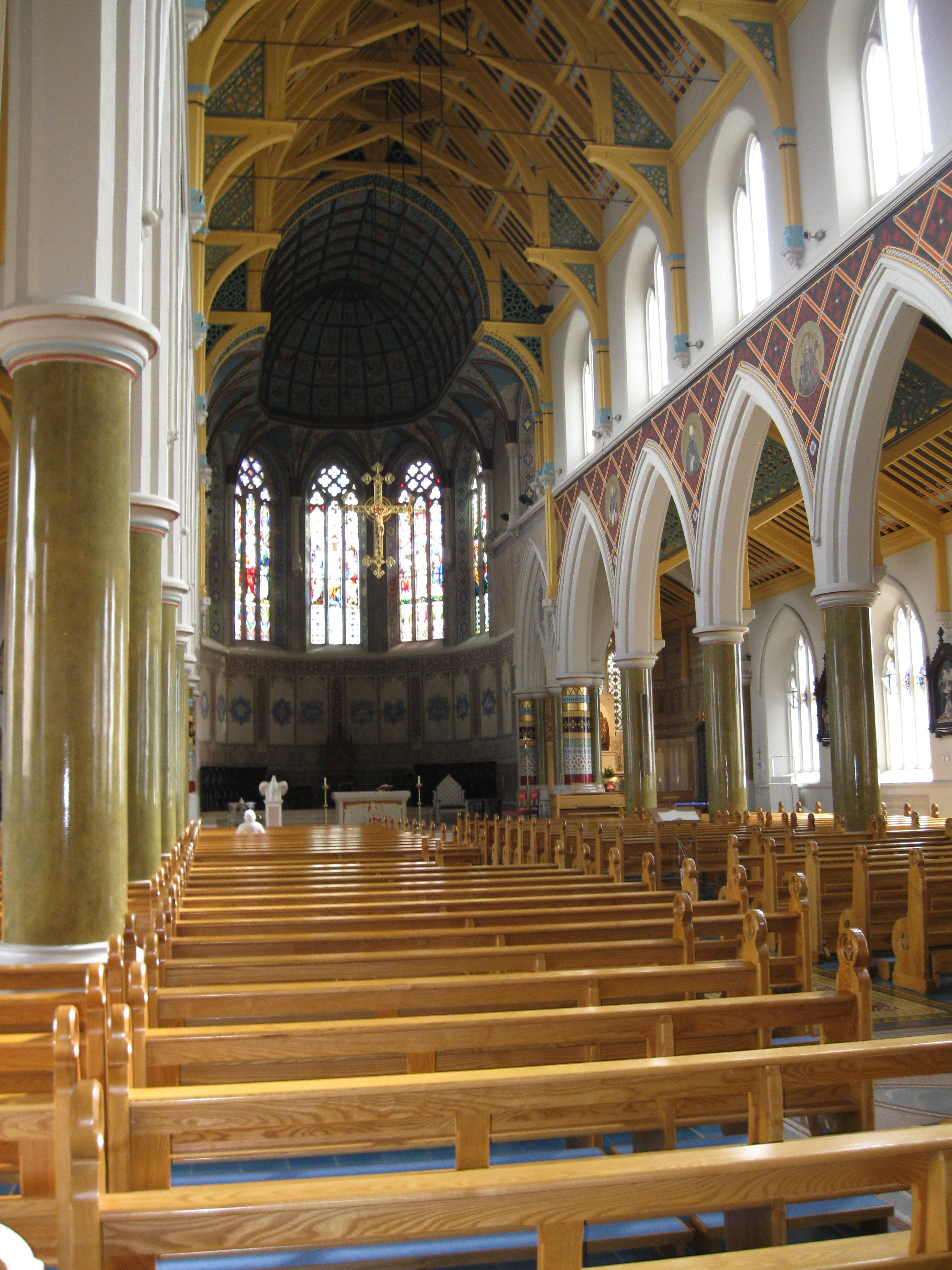
Innenansicht

Im Lauf des 19. Jahrhunderts kamen tausende katholischer Arbeiter nach Belfast auf der Suche nach Anstellung in den wachsenden Industrien, insbesondere der Leinenindustrie. Viele von ihnen ließen sich in der Gegend um Pound Loney und Falls Road nieder.
Das katholische Zentrum Belfasts war in dieser Zeit die St. Mary´s Church in Chapel Lane nahe am alten Stadtzentrum. Die Kirche bot jedoch keinen ausreichenden Platz für die schnell wachsende Zahl von Gläubigen, so dass diese den sonntäglichen Gottesdienst mitunter von der Straße aus mitverfolgen mussten. Um den zugezogenen Gläubigen den Besuch des Gottesdienstes zu ermöglichen, kaufte der katholische Bäckereikettenbetreiber Bernard Hughes 1858 ein zwischen Dystart Street, Derby Street und Alexander Street gelegenes Grundstück und überschrieb es am 2. Dezember 1858 Bischof Denvier. Im Juli 1859 wurde zur öffentlichen Sammlung von Spenden zur Finanzierung des Baus einer katholischen Kathedrale aufgerufen. Auf diese Weise wurden bis zum Januar 1861 £2.367 gesammelt und der Bau konnte beginnen.

### Architekten
Zwei Architekten wurden mit der Planung der Kathedrale beauftragt. Jeremiah McAuley, ein örtlicher Priester, der bereits vor seiner Ordination 1858 als Architekt tätig gewesen war, zeichnete die Pläne. Baubeginn war 1860, doch 1862 verließ McAuley die Stadt und siedelte in das Irish College nach Salamanca (Spanien) über. John O’Neill wurde sein Nachfolger. Er entwarf auch das Pfarrhaus an der Rückseite des Baus. Unter O’Neills Leitung wurde die Kathedrale 1866 nahezu fertiggestellt.

### Weihe
Die neue Kirche wurde am Sonntag, den 14. Oktober 1866 in einer feierlichen Zeremonie von den Bischöfen von Dublin und Birmingham geweiht. Trotz der blutigen Unruhen und gewalttätigen Ausschreitungen irischer Separatisten im August 1864 wohnten der Zeremonie auch zahlreiche Protestanten bei, und in einer Spendensammlung konnten £2.260 gesammelt werden. Die Presse berichtete ausführlich über das Ereignis. So schrieb die liberale Tageszeitung The Northern Whig am Montag, den 15. Oktober 1866 über St. Peter: „in point of beauty and space there is no place of worship in Belfast comparable to it.“ Die pro-britische Tageszeitung The Belfast Newsletter lobte die „beautiful Gothic structure“. Aus Geldmangel konnte McAuleys ambitionierter Plan 1866 nicht fertiggestellt werden. Die Doppelturmfassade, eines der auffallendsten Bauelemente von St. Peter, wurde erst 1885 fertiggestellt. Bis dahin waren die Türme mit einem Notdach bedeckt.

## Architektur
St. Peter war der erste katholische Sakralbau in Belfast, der im Stil der Neogotik erbaut wurde. Errichtet an prominenter Stelle ist die Kathedrale von Süden und von Westen her bei der Einfahrt in die Stadt gut sichtbar. Ihre beeindruckendsten Merkmale sind die Zwillingstürme, fünf Eingänge, zwei überdachte Eingänge und über dem Haupteingang eine Skulptur, die die Befreiung des heiligen Petrus aus der Haft darstellt.
Die Kathedrale ist 54,8 m lang und 21,3 m breit. Die beiden Westtürme wurden aus Geldmangel zunächst nur in einer Höhe von 18,2 m erbaut. Sie waren überdacht und mit einem dekorativen Geländer versehen. Die heutigen, spitz zulaufenden Turmspitzen wurden 1885 unter der Leitung des Architekten Mortimer Thompson fertiggestellt. Ein Ensemble von zehn Glocken wurde zur gleichen Zeit installiert. Die Empore, auf der zunächst ein Harmonium untergebracht war, wurde 1883 durch eine Kirchenorgel ersetzt. Die Gesamtkosten für den Bau der Kathedrale, die Orgel und die Glocken betrugen £35.900.
Seit den 1880er Jahren bis zum Ende des Zweiten Weltkrieges wurden an St. Peter keine Veränderungen durchgeführt. Ende der 1940er Jahre wurden die Seiteneingänge erweitert und eine kleine Kapelle und eine Taufkapelle ergänzt. Der Altarraum wurde umgeordnet und ein neuer Hochaltar installiert.

### Einrichtung
Die Kathedrale wurde aus Scrabo-Sandstein aus schottischen Steinbrüchen errichtet. Sie ist eine dreischiffige Basilika ohne Querhaus. Das Langhaus umfasst sieben Joche. Der einjochige Chor mündet in eine Apsis. Die Seitenschiffe sind mit je sechs, der Obergaden mit acht Buntglasfenstern versehen. In der Apsis befinden sich fünf Bildfenster mit geometrischem Maßwerk. Die Seitenschiffe sind mit einfachen Mosaikböden versehen. Die Stützen ihrer Pultdächer sind in durchbrochener Arbeit gefertigt.
Die Seitenschiffe enden in kleinen Kapellen auf beiden Seiten der Apsis. Die Kapelle der Jungfrau Maria an der Südseite ist mit einem Mosaik und einem weißen Marmor-Altar versehen, der auf einem schwarzen Marmorsockel ruht. An der Nordseite befindet sich die Sakramentskapelle.
Der ursprüngliche Hochaltar hatte einen auf sechs Säulen ruhenden, 10 m hohen Baldachin aus Caen-Stein, an seiner Spitze ein Kreuz. Hochaltar und Baldachin wurden entfernt und heute befindet sich die Kathedra des Bischofs im Zentrum der Apsis. Sie wird flankiert von den Sedilien der Weihbischöfe und dem Chorgestühl des Domkapitels.

### Umbau
Nach seiner Einsetzung als Bischof von Down und Connor im Jahre 1982 verkündete Cahal Daly seine Absicht, St. Peter zur Kathedrale von Down und Connor zu erheben. Nachdem er die Genehmigung des Vatikans erhalten hatte, wurden die oben beschriebenen Umbauarbeiten durchgeführt. Dabei wurde insbesondere der Altarbereich durch die Entfernung von sieben Sitzreihen erweitert. Die Änderungen im Innenraum wurden von Raymond Carrol und dem Architekten Laurence McConville geplant. Der neue Altar, Cathedra, Kanzel und das Weihwasserbecken wurden aus Mahagoni angefertigt. Nach Fertigstellung der Umbauarbeiten wurde St. Peter am 29. Juni 1986 formell zur Kathedral-Kirche erklärt. Weitere Umbauarbeiten im Innenraum wurden in den Jahren 2004 und 2005 durchgeführt und alle von Ray Carroll entworfenen Elemente der Inneneinrichtung wurden entfernt.

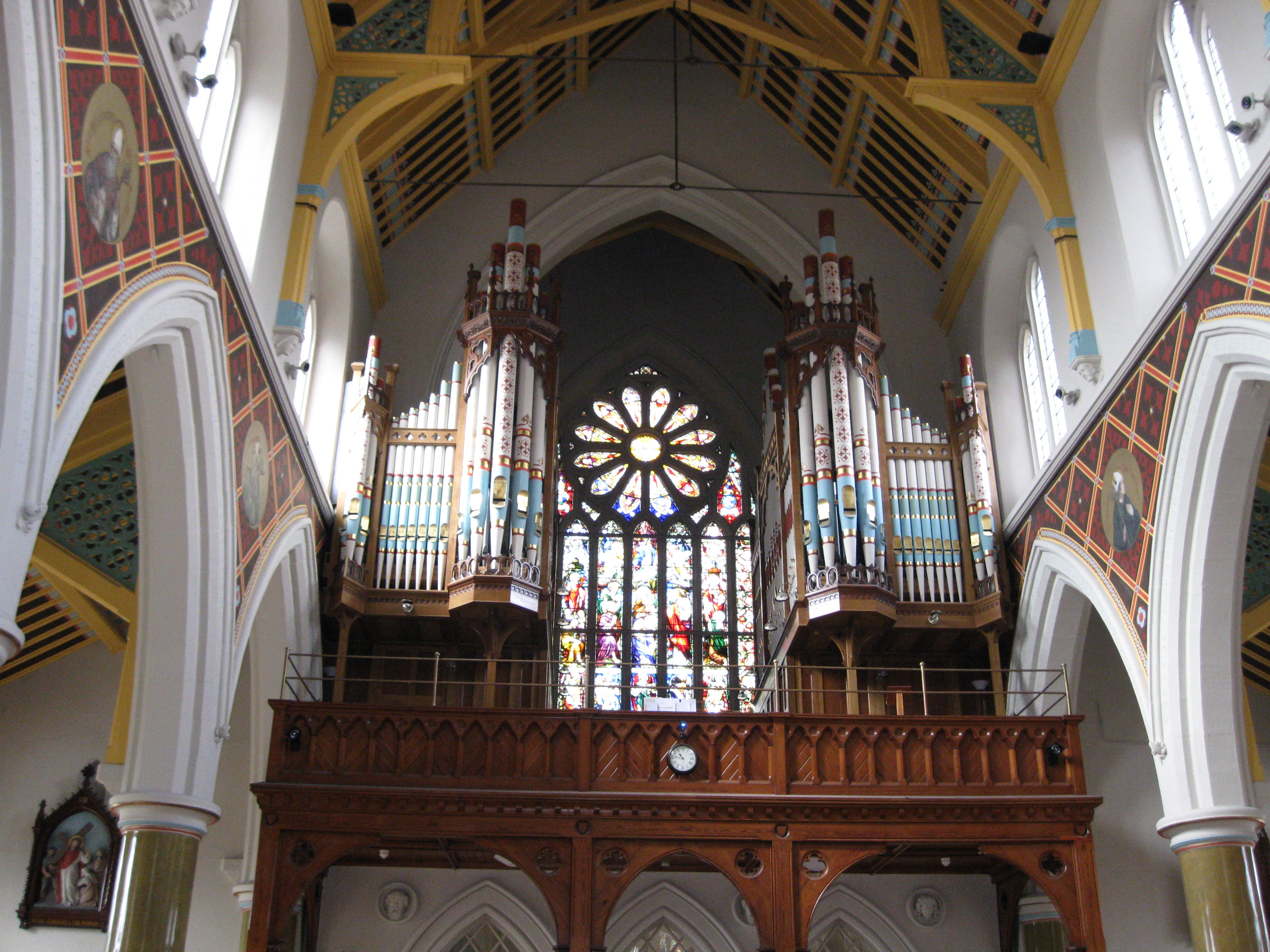
Zweiteiliger Orgelprospekt mit Rosette

### Orgel
Im Rahmen der Umbauarbeiten 2004/05 erhielt die Kathedrale 2004 eine von Kenneth Jones and Associates gebaute neue Orgel mit 58 Registern auf vier Manualen und Pedal. Der Prospekt ist zweigeteilt und flankiert das große Buntglasfenster mit Rosette in der Westfassade des Kirchenbaus.

## Name
Obwohl die Kirche in offiziellen Dokumenten nie zur Kathedrale umdeklariert wurde, war St. Peter bereits lange vor seiner offiziellen Umbenennung als Kathedrale bekannt. Hier wurden jedoch schon lange all jene Zeremonien gehalten, die einer Kathedrale vorbehalten waren. Am 29. Juni 1986 erhielt die Kirche schließlich den offiziellen Titel „Kathedrale“ und wurde zum Sitz des Bischofs von Down und Connor. Die Weihzeremonie zur Kathedrale fand im Jahre 1988 statt.